# Luis Brunetto

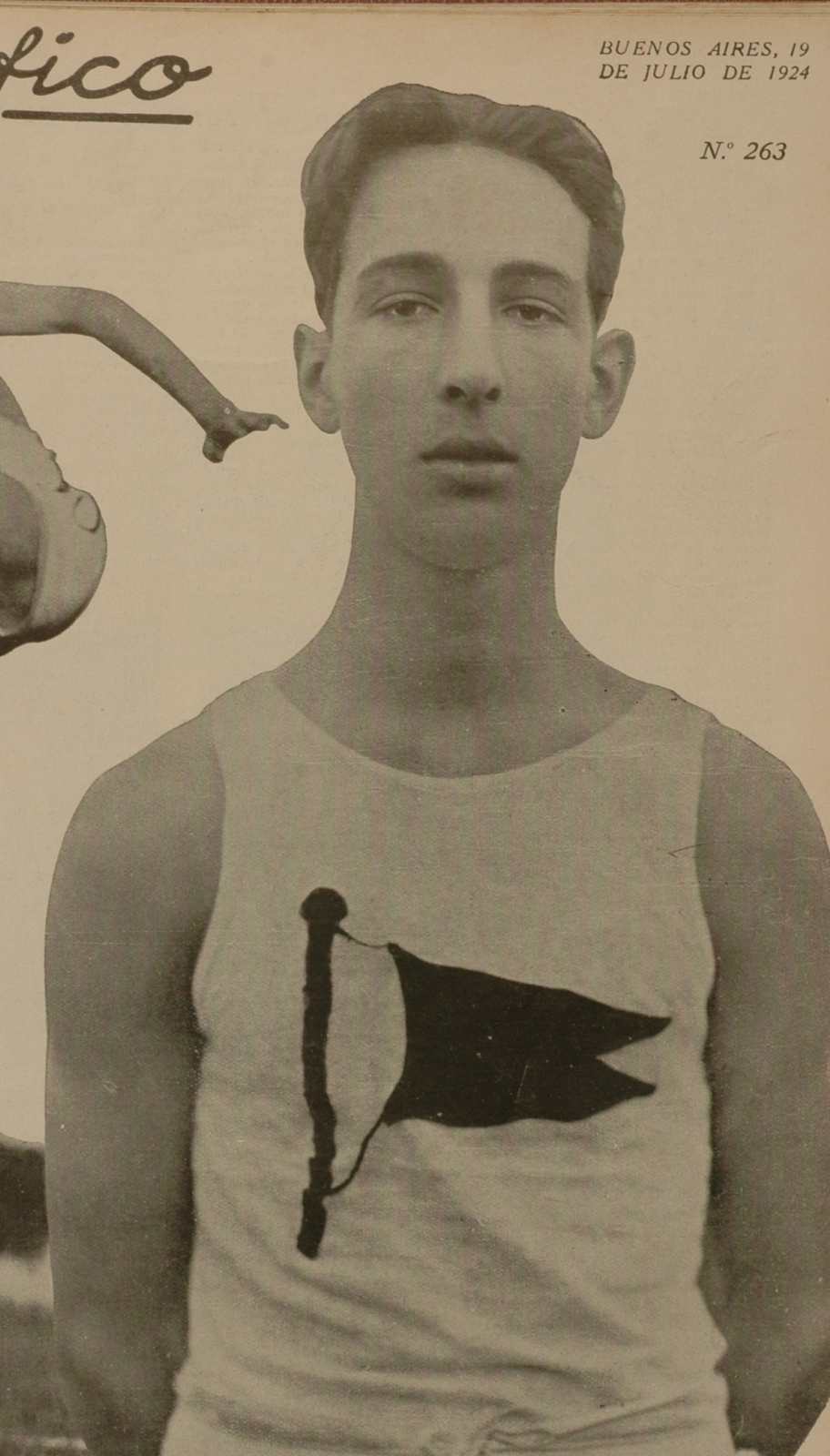
Luis Brunetto (1924)

Luis Brunetto (Luis Ángel Brunetto; * 27. Oktober 1901 in Rosario; † 7. Mai 1968 in Temperley) war ein argentinischer Leichtathlet, der 1924 die olympische Silbermedaille im Dreisprung gewann.

## Leben
Im April 1924 siegte Brunetto bei den Südamerikameisterschaften in Buenos Aires mit 14,64 m im Dreisprung. Im Weitsprung unterlag er dem Chilenen Ramiro García um Millimeter und erhielt die Silbermedaille. Bei den Olympischen Spielen 1924 sprang Brunetto als bester Springer in der Dreisprung-Qualifikation 15,425 m. Im Finale übertraf ihn der Australier Nick Winter um zehn Zentimeter. Brunetto erhielt die Silbermedaille und war damit der erste Argentinier, der eine olympische Medaille in der Leichtathletik gewinnen konnte. Während Brunetto seine Medaille gewann, gewann das argentinische Poloteam die Goldmedaille. Damit gewann Argentinien seine ersten beiden olympischen Medaillen am gleichen Tag.
Brunetto konnte zwar seine Bestweite von den Olympischen Spielen 1924 nie übertreffen, er blieb aber noch über Jahre der beste südamerikanische Dreispringer. 1926, 1927,  1929 und 1931 siegte er bei den Südamerikameisterschaften, 1926 stellte er den Meisterschaftsrekord mit 15,10 m auf. Zusammen mit dem Hochspringer Valerio Vallanía, seinem Landsmann, war Brunetto der erste Leichtathlet, der fünfmal hintereinander seinen Wettbewerb bei den Südamerikameisterschaften gewinnen konnte. 1924, 1926, 1929 und 1931 gehörten die beiden auch zum siegreichen Team in der Mannschaftswertung, lediglich 1927 musste sich die argentinische Mannschaft den Chilenen geschlagen geben.
Der bei einer Größe von 1,86 m im Wettkampf 74 kg schwere Brunetto ist der bis heute (Stand 2016) einzige argentinische Dreispringer, der eine olympische Medaille gewinnen konnte.